# Sainte-Pazanne
Sainte-Pazanne település Franciaországban, Loire-Atlantique megyében. Lakosainak száma 7209 fő (2022. január 1.). Sainte-Pazanne Villeneuve-en-Retz, Port-Saint-Père, Saint-Hilaire-de-Chaléons, Saint-Mars-de-Coutais és Machecoul-Saint-Même községekkel határos.

## Népesség
A település népessége az elmúlt években az alábbi módon változott:
| Lakosok száma | 2527 | 2940 | 3159 | 4758 | 6074 | 6547 | 6774 | 6980 | 7111 | 7209 |
|               | 1968 | 1982 | 1990 | 2006 | 2013 | 2015 | 2017 | 2019 | 2020 | 2022 |